# コロンボ・ターミナス駅
コロンボ・ターミナス駅（コロンボターミナスえき、英: Colombo Terminus Railway Station）は、かつてイギリス領セイロン（現・スリランカ）コロンボにあった駅（廃駅）である。19世紀のスリランカにおける主要駅であった。
20世紀の初めに旅客営業を終了した。保存されている建物は現在、国立鉄道博物館の拠点となっている。

## 歴史
当駅は、コロンボで全列車を取り扱うために、1865年に開業した。
1906年に、コロンボ地域内での鉄道網を再編成するために、プロジェクトが発足された。当駅は廃止となり、機能はマラダーナ駅へと置き換えられた。

## 特徴
当駅は当初、メインラインの終点であった。スレイブ・アイランド方のコーストラインの建設によって、逆に当駅までが延長1/4マイルの側線になったため、不便な運行となっていた。
日時計は当初、時計の代わりに時間を伝えるために使用されていた。これは、機械的に作動する時計を設置するためのコストを避けたためと考えられる。